# 下馬福音教会
日本同盟基督教団 下馬福音教会（にほんどうめいきりすときょうだん しもうまふくいんきょうかい）は東京都世田谷区下馬にあるキリスト教の教会。日本同盟基督教団に属しておりFEBCの支援教会。

## 歴史
1951年10月、在日スウェーデン福音宣教団のフォルケ・ピアソン宣教師が開拓に着手し、1952年1月より聖書研究会が始められた。その後、約半世紀にわたり同宣教団によって開拓された国内十数教会とともに日本聖書福音教団を形成し活動してきたが、1997年からフランソン宣教理念で一致する日本同盟基督教団との交流が始まり、2004年に正式に日本同盟基督教団へ加入して現在に至っている。